# Joseph-Nicolas Robert-Fleury
Joseph-Nicolas Robert-Fleury, (Colonia (Alemania) 8 de agosto de 1797 - París 5 de mayo de 1890) fue un pintor francés.

## Biografía
Enviado por su familia a París, Joseph-Nicolas Robert-Fleury se convierte en alumno de Antoine-Jean Gros y, después de haberse perfeccionado en Italia vuelve a Francia y hace su entrada al Salón de París en 1824.Su reputación no se establece, sin embargo, hasta tres años más tarde, cuando Tasso describe el convento de San Onophrius.
Dotado de un talento original vigoroso y de una imaginación viva, particularmente para los incidentes trágicos de la historia, adquiere rápidamente prestigio, y en 1850, sucede a François Marius Granet como miembro de la Academia de Bellas Artes. 

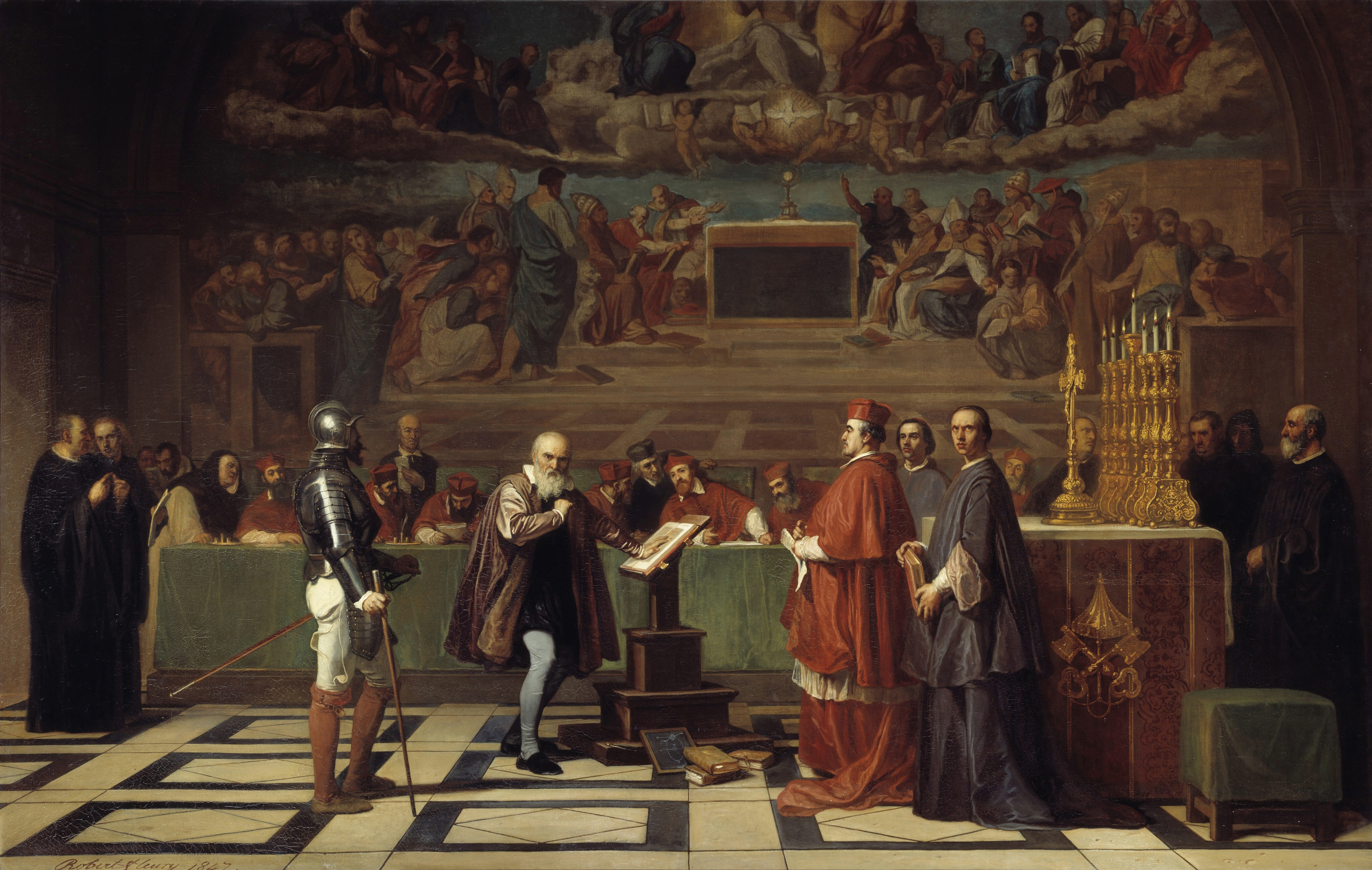
Galileo ante el Santo Oficio.

En 1855 fue nombrado profesor y, en 1863 director de la École nationale supérieure des beaux-arts. Al año siguiente se trasladó a Roma, donde fue el director de la Academia de Bellas Artes.
Su hijo, Tony Robert-Fleury, fue igualmente pintor y profesor de pintura.
| Precedido por       | Joseph-Nicolas Robert-Fleury                         | Sucedido por  |
| ------------------- | ---------------------------------------------------- | ------------- |
| Jean-Victor Schnetz | Director de la Academia de Francia en Roma 1866-1867 | Ernest Hébert |

- Datos: Q702700
- Multimedia: Joseph-Nicolas Robert-Fleury / Q702700